# Zelo (empresa)
A Zelo é uma das maiores redes especializadas em cama, mesa e banho do Brasil. Foi fundada por Anis Razuk em 1962 e possuí mais de 53 lojas em 6 estados.
Entrou no ramo de franchising em 2006 e possui licença para produção de itens do Sport Club Corinthians Paulista e da marca Herchcovitch;Alexandre, além de itens assinados por Samuel Cirnansck.